# Laskowec (wieś)
Laskowec (bułg. Лясковец) – wieś w Bułgarii, w obwodzie Chaskowo, w gminie Stambołowo. Według danych szacunkowych Ujednoliconego Systemu Ewidencji Ludności oraz Usług Administracyjnych dla Ludności, 15 czerwca 2020 roku miejscowość liczyła 388 mieszkańców.